# ترینه هاتستاد
ترینه هاتستاد (نروژی: Trine Hattestad؛ زادهٔ ۱۸ آوریل ۱۹۶۶) پرتاب‌گران نیزه اهل نروژ بود.
وی در مسابقات کشوری و بین‌المللی در مجموع برندهٔ ۴ مدال طلا، ۲ مدال برنز شده‌است.